# Aramidopsis plateni
Il rallo di Platen o rallo russante (Aramidopsis plateni W. Blasius, 1886), unica specie del genere Aramidopsis Sharpe, 1893, è un uccello della famiglia dei Rallidi originario di Sulawesi. Deve il nome al suo scopritore, il naturalista tedesco Carl Constantin Platen.

## Descrizione
Il rallo di Platen è un rallo di medie dimensioni (29–30 cm di lunghezza) riservato e incapace di volare, ben adattatosi alla vita nella foresta. Il piumaggio è prevalentemente grigio, con una macchia rossiccia sulla parte posteriore del collo, la gola bianca e le ali e la coda marroni. I fianchi sono ricoperti da strisce bianche e nere. Le femmine sono simili, ma hanno la macchia rossiccia sul collo più estesa e quella bianca sulla gola più piccola.

## Distribuzione e habitat
Il rallo di Platen vive unicamente nelle foreste pluviali di pianura e collina delle regioni settentrionali, centrali e sud-orientali di Sulawesi, nonché sulla vicina isola di Buton. Si incontra prevalentemente lungo i torrenti, dal livello del mare fino a 1000 m di quota.

## Biologia
La dieta del rallo di Platen consiste soprattutto di piccoli granchi e lucertole. Emette uno strano richiamo, un ee-orrrr simile al russare di un uomo. Non conosciamo molto sulle abitudini di questa specie, tanto sfuggente che in passato era stata addirittura considerata estinta.
Pochissime persone riescono a farsi un'idea delle difficoltà incontrate dagli ornitologi a riscoprire, soprattutto ai tropici, alcuni rari Rallidi ritenuti ormai estinti. Nel libro Der Vogel Schnarch («L'uccello che russa»), Gerd Heinrich narra come dal 1930 al 1932, in compagnia della moglie e della cognata, tra enormi difficoltà, percorse in lungo e in largo le «foreste montagnose costantemente grondanti umidità» di Sulawesi, e le paludi di palme di sagù di Halmahera, per trovare due Rallidi: il rallo di Platen e il rallo di Wallace. Dopo aver rinvenuto quest'ultima specie, egli scoprì a Sulawesi, a prezzo di indicibili sforzi, il «rallo che russa», il vero e proprio scopo della spedizione.

## Conservazione
Il rallo di Platen è minacciato dalla deforestazione, dalla caccia e dalla predazione da parte di specie introdotte dall'uomo. È specie protetta dal 1972 e ne rimangono circa 15.000 esemplari.